# Burspråk

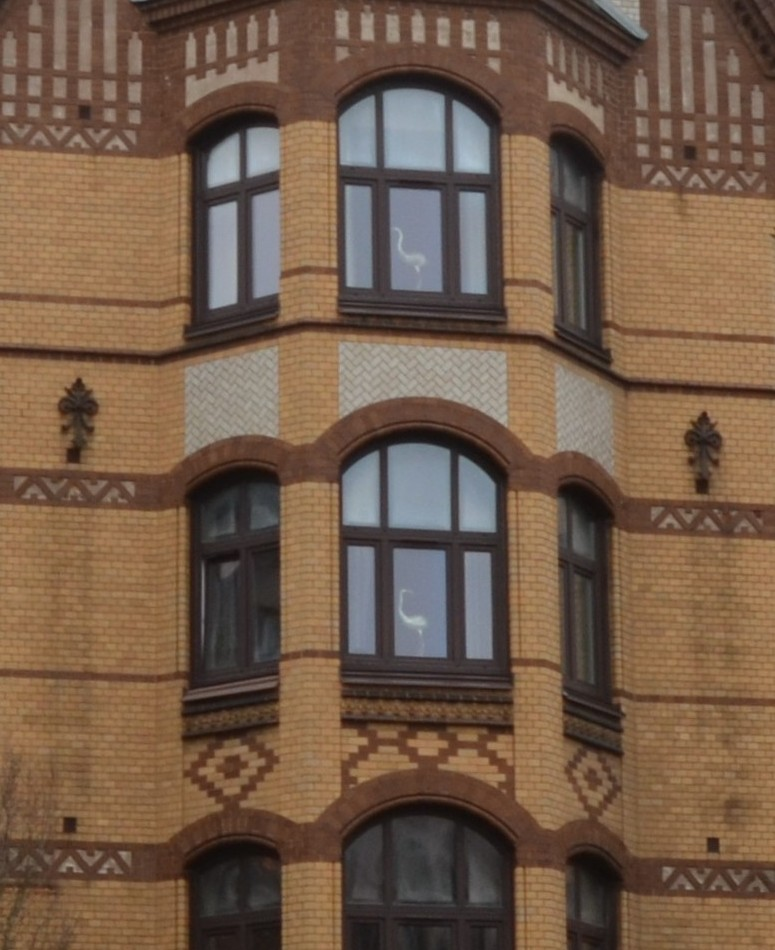
Burspråk på Hotel Continentals byggnad i Halmstad, uppförd 1903

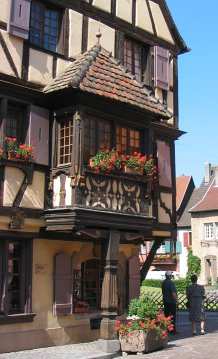
Ett frihängande burspråk i Alsace

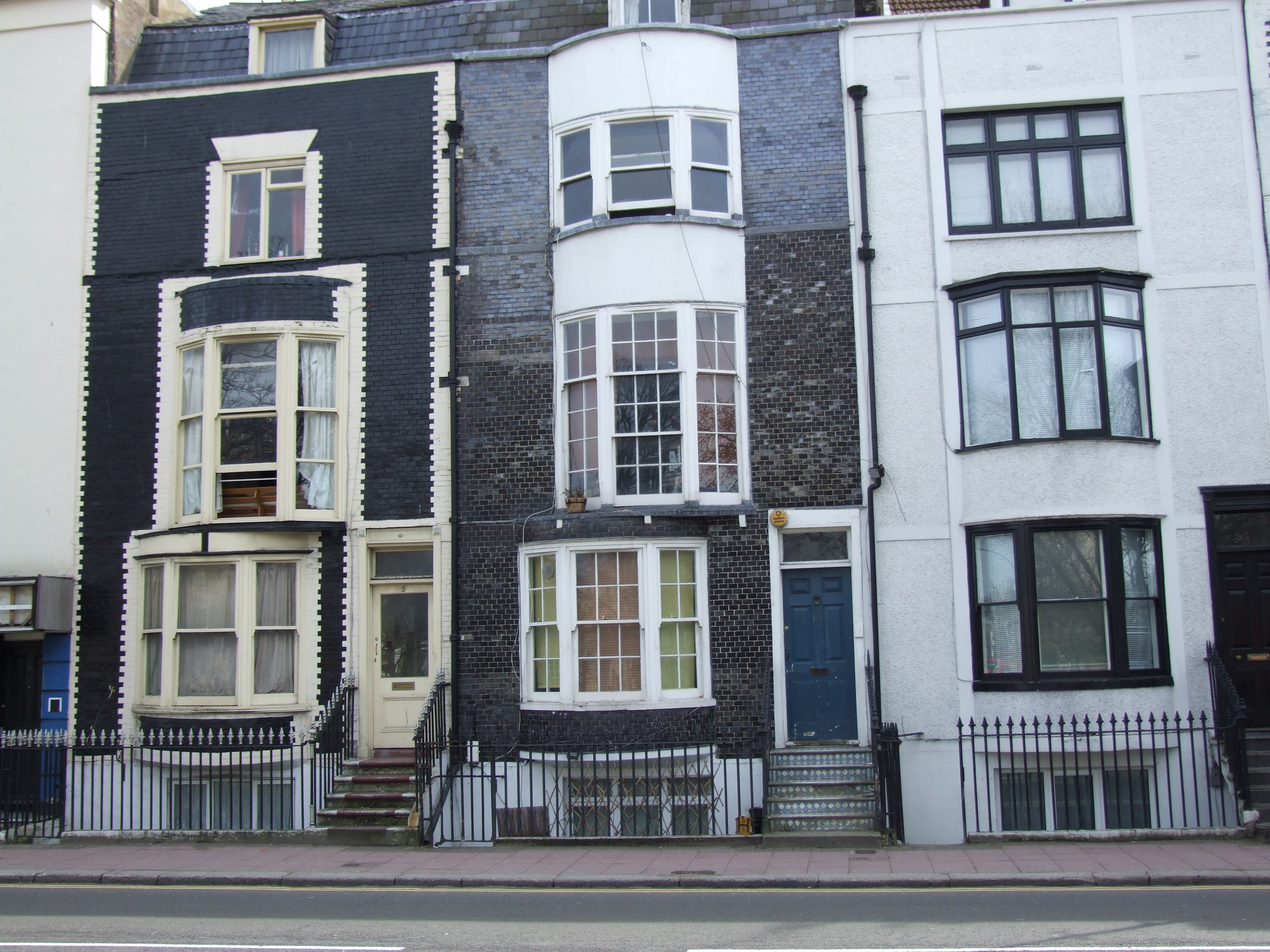
Tre hus i Brighton med olikformade burspråk, varav två är förskjutna i sidled

Burspråk är en grund utbyggnad i en fasad. Burspråk kan omfatta en eller flera våningar, och det finns såväl burspråk med markkontakt som burspråk som "hänger fritt" i luften. Burspråk var särskilt vanliga under medeltiden, renässansen och 1800-talet. Burspråk som sitter uppe på fasaden kan kallas erker, och om de vilar på en konsol, kallas de även karnap.

## Ordets historia
Ordet kommer från medellågtyskans "burspräke" och avsåg ursprungligen en sammankomst mellan en stads borgare för överläggning om kommunala angelägenheter. Benämningen burspråk överfördes i Sverige och Danmark även på de allmänna rådplägningar som hölls i olika delar av landet vid marknader, eller vid andra tillfällen då folk samlats i stor mängd. I denna betydelse förekommer ordet ofta under 1400- och 1500-talen.
Ordet kan även avse de stadgar som blev beslutade vid borgarnas sammankomster. I Sverige har dock den betydelsen av ordet  endast använts om vissa stadgar i Stockholm angående det kommunala livet. Dessa stadgar kungjordes två gånger om året och finns fortfarande bevarade för åren 1459–1463, 1476, 1478, 1481–1482 samt 1527.  
I Danmark är "Ribe bursprog" de mest bekanta bland dylika stadgar. 
Ordet användes även om den lilla utbyggnad på Stockholms rådstuga (vid Stortorget), varifrån dessa stadgar lästes upp ("lysa burspråk") och varifrån rådet, och ibland även regenterna, brukade förhandla med den utanför på torget församlade menigheten. Liknande utsprång eller utbyggnader på andra rådhus (till exempel i Malmö), eller på större byggnader (till exempel Kornhamnstorg 51 i Stockholm), och som användes till samma ändamål, fick namnet burspråk.